# Jakob Seiler

Jakob Seiler (ca. 1956)

Jakob Seiler (* 16. Mai 1886 in Merishausen; † 19. August 1970 in Zürich) war ein Schweizer Biologe und Professor für Zoologie, der sich insbesondere mit dem Geschlechtsleben der Schmetterlinge befasste. Für seine Arbeiten auf dem Gebiet der Intersexualität wurde Seiler 1957 mit dem Schweizer Wissenschaftspreis Marcel Benoist ausgezeichnet.

## Wirken und Ehrungen
Seiler studierte zunächst Zoologie an den Universitäten Genf und Zürich, wo er 1914 über die Geschlechtschromosomen von Schmetterlingen dissertierte. 1922 erlangte er seine Habilitation an der Universität München, wo er ab 1927 als ausserordentlicher Professor für Zellenlehre und Genetik arbeitete. Von 1933 bis 1957 lehrte Seiler – zunächst als ausserordentlicher und ab 1938 als ordentlicher Professor für Zoologie – an der ETH Zürich. In seinen Arbeiten beschäftigte sich Seiler hauptsächlich mit dem Geschlechtsleben der Schmetterlinge. 1940 wurde Seiler zum Mitglied der Deutschen Akademie der Naturforscher Leopoldina gewählt. Seit 1952 war er korrespondierendes Mitglied der Bayerischen Akademie der Wissenschaften. Für seine grundlegenden Erkenntnisse auf dem Gebiet der Intersexualität wurde Seiler 1957 mit dem Schweizer Wissenschaftspreis Marcel Benoist ausgezeichnet.

## Werkauswahl
- Das Verhalten der Geschlechtschromosomen bei Lepidopteren. Nebst einem Beitrag zur Kenntnis der Eireifung, Samenreifung und Befruchtung, 1915
- Geschlechtschromosomen-Untersuchungen an Psychiden. Biol. und zytol. Beobachtungen, 1923
- Die Verbreitungsgebiete der verschiedenen Rassen von "Solenobia triquetrella < Psychidae >" in der Schweiz, 1946
- Geschlechtsvererbung, 1955